# Meynes
Meynes là một xã trong tỉnh Gard thuộc vùng Occitanie, phía nam nước Pháp. Xã Meynes nằm ở khu vực có độ cao trung bình 30 mét trên mực nước biển.